# Moritz Geiger
Moritz Geiger (* 26. Juni 1880 in Frankfurt am Main; † 9. September 1937 in Seal Harbor, Maine, USA) war ein deutscher Philosoph (Phänomenologe) und lieferte bedeutsame Beiträge zur Philosophie der Mathematik, Ästhetik und Psychologie.

## Biografie
Moritz Geiger stammte aus einer jüdischen Familie und war Neffe von Lazarus Geiger. Er studierte in München 1898 Jura, dann 1899 Literaturgeschichte, schließlich, wie Paul F. Linke, 1900 Philosophie und Psychologie bei Theodor Lipps. 1901–1902 studierte er experimentelle Psychologie bei Wilhelm Wundt in Leipzig. 1904 kehrte er nach München zurück und wurde Mitglied im Studentenkreis um Lipps neben Pfänder, Reinach, Conrad, Fischer, Hildebrand u. a. 1906 assistierte Geiger den Vorlesungen Edmund Husserls in Göttingen. Er wurde Mitglied des Münchner Kreises von Phänomenologen neben Reinach, Conrad, Fischer, Max Scheler und Pfänder. Seine Habilitation reichte er 1907 ein. Mit dem Münchner Husserl-Kreis gab er 1913–30 das Jahrbuch für Philosophie und phänomenologische Forschung heraus. 1915 wurde er außerordentlicher Professor in München. Nach dem Ersten Weltkrieg lehrte er 1923–33 als ordentlicher Professor in Göttingen. Unter der NS-Diktatur musste er aufgrund seiner jüdischen Abstammung 1933 in die USA emigrieren. Dort lehrte er am Vassar College in New York und an der Stanford University.
Zu seinen bekannteren Schülern zählen u. a. Klaus Berger, Hans-Georg Gadamer, Walter Benjamin und Karl Löwith. Er beeinflusste auch den Mathematiker Saunders Mac Lane.
Moritz Geiger war ein Neffe Lazarus Geigers.

## Lehre
Geiger versteht unter Ästhetik eine Wissenschaft vom ästhetischen Wert und vertrat einen „Realismus der unmittelbaren Einstellung“, der „die reine Selbstgegebenheit“ der Dinge zu Worte kommen lassen sollte.

## Werke (Auswahl)
- Bemerkungen zur Psychologie der Gefühlselemente und Gefühlsverbindungen. In: Archiv für die gesamte Psychologie. 1904, S. 233–288.
- Methodologische und experimentelle Beiträge zur Quantitätslehre. In: Theodor Lipps (Hrsg.): Psychologische Untersuchungen. Band I, 1907, S. 325–522.
- Zum Problem der Stimmungseinfühlung. In: Zeitschrift für Ästhetik. Band 6, 1911, S. 1–42.
- Das Bewußtsein von Gefühlen. In: Münchener Philosophische Abhandlungen. 1911, S. 125–162.
- Beiträge zur Phänomenologie des ästhetischen Genusses. In: Jahrbuch für Philosophie und phänomenologische Forschung. Band 1, 1913, S. 567–684.
- Das Unbewusste und die psychische Realität. In: Jahrbuch für Philosophie und phänomenologische Forschung. Band 4, 1921, S. 1–138.
- Die philosophische Bedeutung der Relativitätstheorie. Vorlesung 1921.
- Systematische Axiomatik der Euklidischen Geometrie. 1924.
- The Philosophical Attitudes and the Problems of Essence and Subsistence. In: Proceedings of the Sixth International Congress of Philosophy. Harvard 1927, S. 272–278.
- Zugänge zur Ästhetik. Der Neue Geist Verlag, Leipzig 1928.
- Die Wirklichkeit der Wissenschaften und die Metaphysik. Hildesheim 1930, Nachdruck: Olms 1966.
- Alexander Pfänders methodische Stellung. In: Neue Münchener Philosophische Abhandlungen. 1930, S. 1–16.
- Die Bedeutung der Kunst. Zugänge zu einer materialen Wertästhetik. Gesammelte, aus dem Nachlass ergänzte Schriften. Hrsg. von Klaus Berger und Wolfhart Henckmann. Wilhelm Fink, München 1976, ISBN 3-7705-0863-7.